# Arnison
L'Arnison est une rivière française s'écoulant en Côte-d'Or et un sous-affluent du Rhône, par la Tille et la Saône.

## Géographie
La longueur de son cours d'eau est de 17,7 km.
Elle prend sa source à Cirey-lès-Pontailler et se jette dans la Tille à Champdôtre en traversant la commune de Longchamp.
Sous-affluent de la Saône.

## Départements et principales villes traversés
- Côte-d'Or : Tellecey, Longchamp, Soirans, Tréclun, Champdôtre